# Jan Dominik
Jan Dominik (ur. 18 maja 1923 w Nowym Sączu, zm. 28 lipca 2010) – polski entomolog.

## Życiorys
W 1950 ukończył studia w Szkole Głównej Gospodarstwa Wiejskiego w Warszawie, 1957 obronił doktorat, w 1962 habilitował się. W 1963 objął stanowisko docenta, w 1968 został profesorem nadzwyczajnym, w 1975 profesorem zwyczajnym. W latach 1967–1970 kierował Katedrą Ochrony Lasu, a następnie od 1970 do 1982 był dyrektorem Instytutu Ochrony Lasu i Drewna SGGW-AR w Warszawie. Od 1969 do 1972 pełnił funkcję Komitetu Nauk Leśnych Polskiej Akademii Nauk, od 1972 do 1974 kierował Sekcją Entomologii Leśnej Polskiego Towarzystwa Entomologicznego.
Pochowany na cmentarzu parafialnym w Rogowie.

## Praca naukowa
Jan Dominik zajmował się ochroną lasu, taksonomią faunistyką, bionomią i ekologią chrząszczy rozwijających się w drewnie. Opisał pełny cykl rozwojowy i uzyskał dane uzupełniające z zakresu ekologii i rozprzestrzeniania licznych gatunków chrząszczy, zwłaszcza z rodziny kózkowatych (Cerambycidae) i kołatkowatych (Anobiidae). Dorobek naukowy obejmuje 110 publikacji naukowych, książki m.in. Owady uszkadzające drewno, 5 zeszytów z serii Klucze do Oznaczania Owadów Polski.

## Odznaczenia
- Krzyż Kawalerski Orderu Odrodzenia Polski (1973);
- Medal Komisji Edukacji Narodowej (1978);
- Odznaka tytułu honorowego „Zasłużony Nauczyciel Polskiej Rzeczypospolitej Ludowej” (1983);
- Medal Za Zasługi dla Rozwoju Polskiego Towarzystwa Entomologicznego (1998).